# Казевел (Каштру-Верде)
Казевел (порт. Casével; МФА: [kɐ.ˈzɛ.vɛɫ]) — парафія в Португалії, у муніципалітеті Каштру-Верде. Розташована в південній частині країни, на теренах історичної португальської провінції Алентежу. Входить до складу округу Бежа. За адміністративним поділом, чинним до 1976 року, терени парафії були складовою провінції Нижнє Алентежу. Належить до Безької діоцезії Католицької церкви. Патрон — Іван Хреститель. Площа — 23,2352 км². Населення — 288 ос. (2011). Слабо урбанізований регіон. Густота населення — 12,39 осіб/км²
. Код — 020601.

## Населення
| Кількість мешканців | Кількість мешканців | Кількість мешканців | Кількість мешканців | Кількість мешканців | Кількість мешканців | Кількість мешканців | Кількість мешканців | Кількість мешканців | Кількість мешканців | Кількість мешканців | Кількість мешканців | Кількість мешканців | Кількість мешканців | Кількість мешканців |
| ------------------- | ------------------- | ------------------- | ------------------- | ------------------- | ------------------- | ------------------- | ------------------- | ------------------- | ------------------- | ------------------- | ------------------- | ------------------- | ------------------- | ------------------- |
| 1864                | 1878                | 1890                | 1900                | 1911                | 1920                | 1930                | 1940                | 1950                | 1960                | 1970                | 1981                | 1991                | 2001                | 2011                |
| 793                 | 739                 | 665                 | 759                 | 814                 | 891                 | 1 010               | 1 073               | 1 021               | 973                 | 460                 | 396                 | 365                 | 365                 | 448                 |